# 国家人文历史
《国家人文历史》创刊于2010年，是中国大陆历史类半月刊，编辑部位于北京市。該雜誌創刊時名為《文史參考》，2013年1月，更名為《国家人文历史》。
《国家人文历史》在2018年被中华人民共和国国家新闻出版广电总局新闻报刊司评为2017年全国“百强报刊”。